# Joannas
Joannas ist eine französische Gemeinde im Département Ardèche in der Region Auvergne-Rhône-Alpes mit 317 Einwohnern (Stand 1. Januar 2022). 

## Geographie
Das Bergdorf Joannas liegt ca. 10 km nordwestlich von Largentière. Die Gemeinde ist Teil des Regionalen Naturparks Monts d’Ardèche. Zum Gemeindegebiet gehören auch die zwei Weiler La Blache und Serre-Champ, die an der Route départementale D5 in Richtung Col de la Croix de Millet liegen. Bis zur Französischen Revolution gehörte auch die heute selbständige Gemeinde Rocher zu Joannas.

## Bevölkerungsentwicklung
| Jahr                       | 1962 | 1968 | 1975 | 1982 | 1990 | 1999 | 2008 | 2018 |
| -------------------------- | ---- | ---- | ---- | ---- | ---- | ---- | ---- | ---- |
| Einwohner                  | 203  | 249  | 191  | 214  | 224  | 304  | 340  | 299  |
| Quellen: Cassini und INSEE |      |      |      |      |      |      |      |      |

## Sehenswürdigkeiten
- romanische Kirche Annonciation de la Vierge Marie (Mariä Verkündigung) aus dem 13. Jahrhundert, restauriert und vergrößert im 15. und 16. Jahrhundert
- Schloss Château de Joannas aus dem 11. und 12. Jahrhundert.
- Schloss Château de Pugnères.
- Burg Ancien château féodal de Logères aus dem 12. Jahrhundert und im 18. Jahrhundert auf dem Fundament eines alten Baus aus dem 14. Jahrhundert rekonstruiert